# A szerzetes és a fehér kígyó
A szerzetes és a fehér kígyó (kínaiul: 白蛇传说, pinjin: Bái Shé Chuán Shuō, magyaros: Paj sö csuan suo; szó szerint: „A fehér kígyó legendája”) 2011-ben bemutatott kínai-hongkongi harcművészeti film. Főszerepben Jet Li, Huang Seng-ji (Huang Sheng-yi), Raymond Lam és Charlene Choi.
A film története egy kínai legendán alapszik.
A filmet 2010. szeptember 10-től 2011. január 16-ig forgatták. Bemutatója 2011. szeptember 29-én volt. A film a 68. Velencei Nemzetközi Filmfesztiválon is szerepelt, versenyen kívül.

## Történet
A Fehér Kígyó démon beleszeret egy földi halandó férfiba, így szépséges nővé változik, elnyeri a férfi szerelmét és hozzámegy feleségül. A családi idillt azonban megtöri Fa-haj (Fa-hai), a szerzetes érkezése, akinek feladata, hogy elpusztítson minden démont.

## Szereplők
- Jet Li – Fa-haj (Fa-hai), szerzetes (法海)
- Huang Seng-ji (Huang Sheng-yi) – a Fehér Kígyó (白娘子)
- Raymond Lam – Hszü Hszian (Xu Xian), a Fehér Kígyó szerelme (許仙)
- Charlene Choi – a Zöld Kígyó (小青)
- Ven Csang (Wen Zhang) – Neng Zsen (Neng Ren) (能忍)
- Csiang Vu (Jiang Wu) – Teknősdémon (龜妖)
- Vivian Hsu – Hódémon (千年雪妖)
- Miriam Yeung – Nyúldémon (兔妖)
- Chapman To – Varangyszörny (蛤蟆怪)
- Law Kar-ying – a titokzatos gyógyfűárus (神秘藥師)
- Lam Suet – Tyúkdémon (雞妖)
- Sonija Kwok – Pu Ming (Bu Ming) (不明)

## Forgatás
A forgatási helyszínekhez autentikus tájakat kerestek, végül a film egyes jeleneteit Csungjang (Chongyang)ban (Hupej (Hubei)), Sengcsiang (Shengqiang)ban (Sanghaj (Shanghai)), Ancsi (Anji)ban (Csöcsiang (Zhejiang)), valamint Peking Szantu (Sandu) és Hsziangsan (Xiangshan) megyéiben forgatták le.
A szerzetes és a fehér kígyó a legtöbb speciális effektust alkalmazó kínai film, a speciális effektek elkészítéséhez kínai, hongkongi és koreai cégeket kértek fel.